# شرک (گوسفند)
شرک (انگلیسی: Shrek؛ تولد ۲۷ نوامبر ۱۹۹۴ – مرگ ۶ ژانویه ۲۰۱۱) نام گوسفندی از نژاد مرینوس بود که از ترس پشم‌چینی فرار کرد و به مدت شش سال در کوه زندگی نمود. رشد پشم‌هایش در آن مدت باعث معروف شدن این گوسفند در کشور نیوزلند شد، به طوری که پشم‌چینی آن در برنامه زنده تلویزیونی به نمایش درآمد. بیش از ۲۷ کیلوگرم پشم از این گوسفند به دست آمد.
شرک به عنوان یک نماد ملی در نیوزلند تبدیل شد و در ماه مهٔ ۲۰۰۴ دهمین سالگرد تولد شرک با حضورش در مجلس نیوزلند جشن گرفته شد. در این برنامه هلن کلارک نخست‌وزیر نیوزلند نیز حضور داشت.
در نوامبر سال ۲۰۰۶، سی ماه پس از نخستین باری که پشم‌چینی شده بود، بار دیگر پشم‌هایش چیده شد و این اتفاق بر یک قطعه یخ شناور در سواحل دنیدن افتاد.
شرک در سن ۱۶ سالگی پس از طی سه هفته نقاهت به درخواست صاحبش ،اوتانازی شد.